# Meringopus dirus
Meringopus dirus är en stekelart som först beskrevs av Cresson 1879.  Meringopus dirus ingår i släktet Meringopus och familjen brokparasitsteklar. Inga underarter finns listade i Catalogue of Life.